# Шкала Теннера
Шкала Теннера, також відома як шкала Таннера, стадії Теннера або шкала статевої зрілості (SMR) — це шкала фізичного розвитку дітей, підлітків та дорослих. Шкала визначає ступінь розвитку на основі зовнішніх первинних і вторинних статевих ознак, таких як розмір грудей, статевих органів, об'єм яєчок і розвиток лобкового волосся . Ця шкала була вперше розроблена в 1969 році Джеймсом Теннером (James Tanner), британським педіатром, після двадцятилітнього дослідження фізичних змін у дівчат в період статевого дозрівання.    
Через природну мінливість люди проходять через стадії Теннера з різною швидкістю, зокрема, залежно від часу статевого дозрівання. Серед дослідників, які вивчають статеве дозрівання, шкала Теннера зазвичай вважається «золотим стандартом» для оцінки пубертатного статусу, коли вона проводиться підготовленим медичним експертом. При лікуванні ВІЛ шкала Теннера використовується для визначення режиму лікування дітей або підлітків, які отримують антиретровірусну терапію (рекомендації для дорослих, підлітків або дітей).  Шкала Теннера також використовувалася в криміналістиці для визначення старіння, але її використання зменшилося через недостатню надійність. 

## Стадії
Адаптовано з Adolescent Health Care: практичний посібник Лоуренса Нейнштейна, доктора медицини 

### Статевий член і мошонка
Теннер І

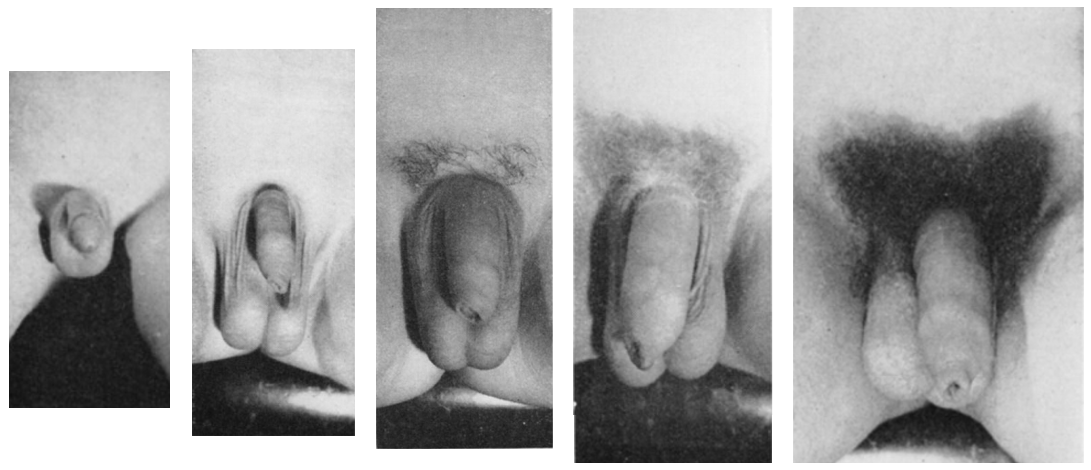
Фото шкали Теннера для чоловіків

Ілюстрація шкали Теннера для чоловіків

Матриця шкали Теннера для чоловіків

об'єм яєчка менше 1,5 мл ; маленький пеніс (передпубертатний; зазвичай вік 9 років і молодше)
Теннер II
об’єм яєчка від 1,6 до 6 мл (гонадархе); шкіра на мошонці стоншується, червоніє і збільшується; довжина пеніса незмінна (9–11 років)
Теннер III
об’єм яєчка від 6 до 12 мл; мошонка ще більше збільшується; пеніс починає подовжуватися (11–12,5 років)
Теннер IV
об’єм яєчка від 12 до 20 мл; мошонка ще більше збільшується і темніє; пеніс збільшується в довжину (12,5-14 років)
Таннер V
об’єм яєчка більше 20 мл; доросла мошонка і пеніс (14+ років)

### Груди (жіночі)

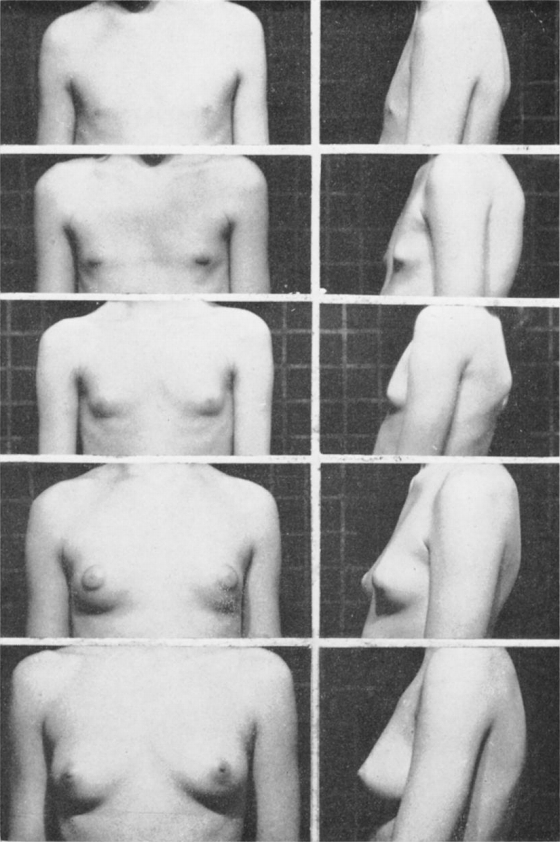
Фото шкали Теннера для жінок

Ілюстрація шкали Теннера для жінок

Теннер І
відсутність залозистої тканини: ареола повторює контури шкіри грудної клітки (препубертатний період) (зазвичай у віці 10 років і молодше)
Теннер II
відбувається брунькування грудей — формується "бутон", з невеликою площею навколишньої залозистої тканини; ареола починає розширюватися (10–11,5 років)
Теннер III
молочна залоза починає підноситися і виходить за межі ареоли, яка продовжує розширюватися, але залишається в контурі з навколишніми грудьми (11,5–13 років)
Теннер IV
збільшення розміру та підйому грудей; ареола і сосок утворюють вторинний бугор, що виступає з контуру навколишньої молочної залози (13–15 років)
Теннер V
груди досягають остаточного дорослого розміру; ареола повертається до контуру оточуючих грудей з виступаючим центральним сосочком. (15+ років)

### Лобкове волосся (як у чоловіків, так і у жінок)
Теннер І
взагалі немає лобкового волосся (препубертат) (зазвичай у віці 10 років і молодше)
Теннер II
невелика кількість довгого пушкового волосся з легкою пігментацією біля основи пеніса та мошонки (чоловіки) або на великих статевих губах (жінки) (10–11,5 років)
Теннер III
волосся стає більш грубим і кучерявим і починає поширюватись убік (11,5–13 років)
Теннер IV
волосся, подібне до дорослого, поширюється на весь лобок, але не на внутрішню частину стегон (13–15 років)
Теннер V
волосся поширюється на внутрішню поверхню стегон (15+ років)

## Зріст
Іноді на стадії Теннер V жінки перестають рости і досягають свого дорослого зросту. Зазвичай це відбувається в підлітковому віці у 15 або 16 років у жінок. Чоловіки також перестають рости і досягають свого дорослого зросту десь під час Теннеру V, зазвичай це відбувається в підлітковому віці у 18–19 років у чоловіків. 

## Критика
Використання шкали було розкритиковане представниками порнографічної індустрії за можливість помилкових обвинувачень у дитячій порнографії, наприклад у випадку, коли федеральні органи влади США використали її для доказу неповноліття порнографічної актриси Лупе Фуентес. Фуентес особисто з'явилася на судове засідання і надала документи, які свідчили про те, що фільми, про які була мова, були виготовлені легально.
Теннер, автор системи класифікації, стверджував, що визначення віку з використанням шкали невірно відображає її призначення. Стадії Теннера збігаються не з хронологічним віком, а, скоріше, зі стадіями зрілості, і, таким чином, не є діагностичними для оцінки віку.